# For Washington
For Washington er en amerikansk stumfilm fra 1911.